# Kiss Unplugged
Kiss Unplugged – czwarty album koncertowy amerykańskiej grupy rockowej KISS wydany w 1996 roku. Na koncercie zarejestrowanym na albumie zespół zagrał wszystkie utwory w wersji akustycznej.

## Lista utworów
1. "Comin' Home" (Ace Frehley, Paul Stanley) – 2:51
2. "Plaster Caster" (Gene Simmons) – 3:17
3. "Goin’ Blind" (Simmons, Stephen Coronel) – 3:37
4. "Do You Love Me" (Stanley, Bob Ezrin, Kim Fowley) – 3:13
5. "Domino" (Simmons) – 3:46
6. "Sure Know Something" (Stanley, Vini Poncia) – 4:14
7. "A World Without Heroes" (Stanley, Simmons, Ezrin, Lou Reed) – 2:57
8. "Rock Bottom" (Frehley, Stanley) – 3:20
9. "See You Tonight" (Simmons) – 2:26
10. "I Still Love You" (Vinnie Vincent, Stanley) – 6:09
11. "Every Time I Look at You" (Stanley, Ezrin) – 4:43
12. "2,000 Man" (Mick Jagger, Keith Richards) – 5:12
13. "Beth" (Peter Criss, Ezrin, Stan Penridge) – 2:50
14. "Nothin' to Lose" (Simmons) – 3:42
15. "Rock and Roll All Nite" (Stanley, Simmons) – 4:20
16. "Got to Choose" (Stanley) – 4:01 (wyłącznie na winylu i na japońskim CD)

## Informacje
- Gene Simmons – gitara basowa akustyczna, wokal
- Paul Stanley – gitara akustyczna, wokal
- Bruce Kulick – gitara akustyczna, dalszy wokal
- Eric Singer – perkusja, wokal

### Gościnnie
- Ace Frehley – gitara akustyczna, wokal
- Peter Criss – perkusja, wokal
- Phillip Ashley – pianino w "Every Time I Look at You"

## Notowania
Album – Billboard (Ameryka Północna)
| Rok  | Lista         | Pozycja |
| ---- | ------------- | ------- |
| 1996 | Billboard 200 | 15      |